# الكسندر بيدرسن
الكسندر بيدرسن (بالنرويجية البوكمول: Alexander Pedersen)‏ هو منافس ألعاب قوى نرويجي، ولد في 4 فبراير 1891 في أوسلو في النرويج، وتوفي في 10 فبراير 1955.

## وصلات خارجية
- الكسندر بيدرسن على موقع أوليمبيديا (الإنجليزية)